# Franz Xaver von Zach
Barão Franz Xaver von Zach (Franz Xaver Freiherr von Zach) (4 de junho de 1754 – 2 de setembro de 1832) foi um astrônomo alemão nascido em Peste, Hungria.

## Carreira
Serviu o exército por algum tempo na Áustria, e depois viveu em Londres entre 1783 e 1786 como tutor na casa do embaixador Saxão Hans Moritz von Brühl. Em 1786 foi nomeado por Ernesto II de Saxe-Gota-Altemburgo como diretor do novo Observatório de Seeberg em Seeberg hill próximo a Gota na Alemanha, que ficou pronto em 1791. No final do Século XVIII, ele organizou um grupo de vinte e quatro astrônomos para preparar uma busca sistemática ao "planeta perdido" que foi previsto pela Lei de Titius-Bode entre Marte e Júpiter. Ceres foi descoberto acidentalmente assim que a busca teve início. Em 1806 Zach passou a acompanhar a viúva do duque em suas viagens pelo sul da Europa. Morreu em Paris em 1832.
Zach publicou Tables of the Sun "Tabelas do Sol" (Gota, 1792; Edição nova e melhorada, ibid., 1804), além de diversos artigos sobre geografia, particularmente sobre a posição geográfica de várias cidades e lugares as quais ele determinou em suas viagens com o uso de um sextante.

L'attraction des montagnes, 1814

Sua maior importância foi, no entanto, como editor de três revistas científicas de grande valor: Allgemeine Geographische Ephemeriden (4 vols., Gota, 1798-1799), Monatliche Correspondenz zur Beförderung der Erd- und Himmels-Kunde (28 vols., Gota, 1800-1813, de 1807 editado por Bernhard von Lindenau), e Correspondance astronomique, geographique, hydrographique, et statistique (Génova, 1818-1826, 14 vols., e um número de 15°, a supressão que foi instigada pelos jesuítas).
Foi eleito membro da Academia Real das Ciências da Suécia em 1794.
O asteroide 999 Zachia e a cratera Zach na Lua receberam seu nome, enquanto o asteroide 64 Angelina recebeu o nome de uma estação astronômica que ele montou nos arredores de Marselha.
No que se refere aos nomes de pessoas: Freiherr é um título, traduzido como Barão, não um nome próprio ou sobrenome. As formas femininas são Freifrau e Freiin.

## Trabalhos
- Tables abrégées et portatives du soleil (em francês). Pisa: Molini & Landi & C. 1809
- Mèmoire sur le degré du méridien mesuré en Piemont par le père Beccaria (em francês). [S.l.: s.n.] 1810
- Attraction des montagnes, et ses effets sur les fils a plomb ou sur les niveaux des instrumens d'astronomie (em francês). Avignon: François Seguin (2.). 1814